# Villemagne
Villemagne település Franciaországban, Aude megyében. Lakosainak száma 242 fő (2022. január 1.). Villemagne Cenne-Monestiés, Saissac, Verdun-en-Lauragais, Villespy és Les Cammazes községekkel határos.

## Népesség
A település népessége az elmúlt években az alábbi módon változott:
| Lakosok száma | 215  | 223  | 192  | 267  | 280  | 264  | 261  | 252  | 247  | 242  |
|               | 1968 | 1982 | 1990 | 2006 | 2013 | 2015 | 2017 | 2019 | 2020 | 2022 |